# Ljubiša Broćić

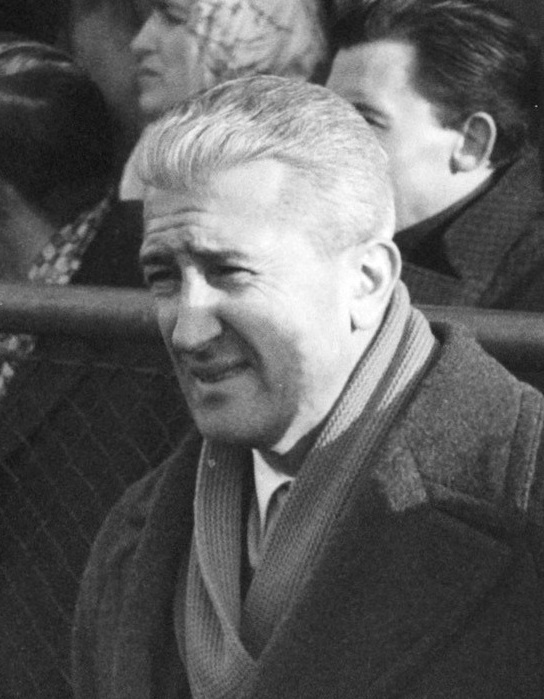
Retrato de Ljubiša Broćić.

Ljubiša Broćić (3 de octubre de 1911 en Belgrado, Reino de Serbia-Melbourne, Australia, 16 de agosto de 1995) fue un entrenador de fútbol serbio.
A lo largo de su carrera entrenó importantes equipos europeos: Estrella Roja, PSV, Juventus, FC Barcelona y CD Tenerife. Además de la selección neozelandesa y la Selección de Fútbol de Baréin.

## Carrera
Broćić estuvo al frente de algunos de los principales equipos europeos: PSV Eindhoven, Juventus, FC Barcelona y Estrella Roja de Belgrado. También fue entrenador del Al-Nassr de Arabia Saudí, del OFK Beograd, del Racing Beirut, así como de las selecciones nacionales de Albania, Líbano, Kuwait y Bahréin. Con Albania, Broćić ganó la Copa de los Balcanes en 1946.
También entrenó al Footscray JUST y al South Melbourne Hellas en la liga estatal de Victoria durante la década de 1960, y también pasó por la selección nacional de Nueva Zelanda.